# أثينا (جورجيا)
أثينا (بالإنجليزية: Athens, Georgia) هي مدينة تقع في مقاطعة كلارك، جورجيا بولاية جورجيا في الولايات المتحدة. تبلغ مساحة هذه المدينة 306.2 (كم²)، وترتفع عن سطح البحر 194 م، بلغ عدد سكانها 115452 نسمة في عام 2010 حسب إحصاء مكتب تعداد الولايات المتحدة.

## المناخ
يظهر الجدول التالي التغييرات المناخية على مدار السنة لأثينا:
| البيانات المناخية لـأثينا           | البيانات المناخية لـأثينا | البيانات المناخية لـأثينا | البيانات المناخية لـأثينا | البيانات المناخية لـأثينا | البيانات المناخية لـأثينا | البيانات المناخية لـأثينا | البيانات المناخية لـأثينا | البيانات المناخية لـأثينا | البيانات المناخية لـأثينا | البيانات المناخية لـأثينا | البيانات المناخية لـأثينا | البيانات المناخية لـأثينا | البيانات المناخية لـأثينا |
| الشهر                               | يناير                     | فبراير                    | مارس                      | أبريل                     | مايو                      | يونيو                     | يوليو                     | أغسطس                     | سبتمبر                    | أكتوبر                    | نوفمبر                    | ديسمبر                    | المعدل السنوي             |
| ----------------------------------- | ------------------------- | ------------------------- | ------------------------- | ------------------------- | ------------------------- | ------------------------- | ------------------------- | ------------------------- | ------------------------- | ------------------------- | ------------------------- | ------------------------- | ------------------------- |
| الدرجة القصوى °ف (°م)               | 80 (27)                   | 83 (28)                   | 89 (32)                   | 97 (36)                   | 100 (38)                  | 109 (43)                  | 108 (42)                  | 107 (42)                  | 108 (42)                  | 100 (38)                  | 86 (30)                   | 80 (27)                   | 109 (43)                  |
| الحد الأقصى المتوسط °ف (°م)         | 71 (22)                   | 73 (23)                   | 81 (27)                   | 87 (31)                   | 92 (33)                   | 97 (36)                   | 98 (37)                   | 97 (36)                   | 94 (34)                   | 86 (30)                   | 78 (26)                   | 71 (22)                   | 99 (37)                   |
| متوسط درجة الحرارة الكبرى °ف (°م)   | 53.9 (12.2)               | 58.2 (14.6)               | 66.2 (19.0)               | 74.0 (23.3)               | 81.8 (27.7)               | 88.7 (31.5)               | 91.4 (33.0)               | 89.9 (32.2)               | 84.0 (28.9)               | 74.4 (23.6)               | 65.2 (18.4)               | 55.7 (13.2)               | 73.7 (23.2)               |
| متوسط درجة الحرارة الصغرى °ف (°م)   | 33.1 (0.6)                | 36.3 (2.4)                | 42.5 (5.8)                | 49.3 (9.6)                | 58.2 (14.6)               | 66.4 (19.1)               | 69.8 (21.0)               | 69.3 (20.7)               | 62.7 (17.1)               | 51.5 (10.8)               | 42.4 (5.8)                | 35.0 (1.7)                | 51.5 (10.8)               |
| الحد الأدنى المتوسط °ف (°م)         | 17 (−8)                   | 20 (−7)                   | 26 (−3)                   | 34 (1)                    | 45 (7)                    | 56 (13)                   | 63 (17)                   | 61 (16)                   | 50 (10)                   | 36 (2)                    | 26 (−3)                   | 20 (−7)                   | 14 (−10)                  |
| أدنى درجة حرارة °ف (°م)             | −4 (−20)                  | 3 (−16)                   | 11 (−12)                  | 26 (−3)                   | 37 (3)                    | 45 (7)                    | 55 (13)                   | 53 (12)                   | 30 (−1)                   | 24 (−4)                   | 7 (−14)                   | 2 (−17)                   | −4 (−20)                  |
| الهطول إنش (مم)                     | 4.05 (103)                | 4.48 (114)                | 4.43 (113)                | 3.15 (80)                 | 3.00 (76)                 | 4.18 (106)                | 4.47 (114)                | 3.53 (90)                 | 3.94 (100)                | 3.55 (90)                 | 3.82 (97)                 | 3.73 (95)                 | 46.33 (1٬177)             |
| متوسط تساقط الثلوج إنش (سم)         | 1.4 (3.6)                 | 0.6 (1.5)                 | 0.8 (2.0)                 | 0 (0)                     | 0 (0)                     | 0 (0)                     | 0 (0)                     | 0 (0)                     | 0 (0)                     | 0 (0)                     | 0 (0)                     | 0.1 (0.25)                | 2.9 (7.4)                 |
| متوسط أيام هطول الأمطار (≥ 0.01 in) | 10.4                      | 9.5                       | 9.3                       | 8.2                       | 8.7                       | 10.8                      | 10.5                      | 9.1                       | 7.7                       | 6.8                       | 8.6                       | 9.9                       | 109.5                     |
| متوسط الأيام المثلجة (≥ 0.1 in)     | 0.8                       | 0.4                       | 0.2                       | 0                         | 0                         | 0                         | 0                         | 0                         | 0                         | 0                         | 0                         | 0.3                       | 1.7                       |
| المصدر: NOAA                        |                           |                           |                           |                           |                           |                           |                           |                           |                           |                           |                           |                           |                           |

## السكان
في سنة [[]] بلغ عدد السكان  نسمة، وتطور العدد ليصل في سنة [[]] لـ  نسمة.
النمو السكاني

تعذر تجميع إدخال EasyTimeline:

Timeline generation failed: 2 errors found

Line 36: PlotData=

- Data expected for command 'BarData', but line is not indented.

```
 

```

Line 81: 

- Data expected for command 'PlotData', but line is not indented.

```
 

```

## توأمة
لأثينا (جورجيا) اتفاقيات توأمة مع كل من:
- ياش
- أثينا
- كورتونا

## أعلام
- كروفورد لونغ
- هيو كينر
- ليلى دينمارك
- كيم باسنجر
- دين راسك

## وصلات خارجية
- athensclarkecounty.com
- Cities & Counties - Georgia.gov